# Franci Koncilija
Franci Koncilija, slovenski geodet, geometer in politik, * 3. junij 1946.
Koncilja je bil sprva predsednik Skupščine občine Novo mesto, nato pa je postal prvi župan Mestne občine Novo mesto. 
| predhodnik:                                                       | Župan mestne občine Novo mesto 1993 - 1998 | naslednik:              |
| Predsednik Skupščine občine Novo mesto Marjan Dvornik 1990 - 1993 | Župan mestne občine Novo mesto 1993 - 1998 | Anton Starc 1998 - 2002 |